# Анисимовская дорога
Ани́симовская доро́га — улица в Красногвардейском районе Санкт-Петербурга. Проходит от проспекта Маршала Блюхера до Зотовского проспекта.

## История
Получила название по несуществующему ныне Анисимову переулку, проходившему параллельно улице (впервые название улицы зафиксировано в документах в 1955 году, название переулка — в 1901 году).
Название дороги известно с 1940-х годов.
Первоначально Анисимовская дорога начиналась от Пискарёвского проспекта приблизительно там, где сейчас к нему подходит улица Маршала Тухачевского, и продолжалась на восток за Соединительную железнодорожную линию.
В 1960-е годы в результате застройки, как жилой, так и промышленной почти все перпендикулярные Пискарёвскому проспекту проезды исчезли; в результате путаницы в нумерации домов Анисимовской дорогой по ошибке стали именовать другой проезд, проходивший перпендикулярно прежнему направлению улицы на север вдоль железной дороги и переходивший после четырёх поворотов в Зотовский проспект.
В 1998 году до Анисимовской дороги был проложен Уманский переулок. При этом ряд домов получил нумерацию по Уманскому переулку, что крайне затруднило определение границ этих двух магистралей. Формальным разделителем Уманского переулка и Анисимовской дороги служил железнодорожный переезд через подъездной путь, хотя Анисимовская дорога до присоединения Уманского переулка продолжалась на юг после переезда.
20 сентября 2013 года широтный участок Анисимовской дороги между железной дорогой и Индустриальным проспектом стал частью проспекта Маршала Блюхера, а весь участок южнее проспекта Маршала Блюхера отошёл Уманскому переулку.

## Пересечения
- проспект Маршала Блюхера
- Зотовский проспект

## Транспорт
Ближайшая станция метро — «Ладожская».

## Интересный факт
В среде автолюбителей, а позже — и остальных людей, за магистралью «Уманский переулок — проспект Маршала Блюхера — Анисимовская дорога — Лапинский проспект — Зотовский проспект» закрепился термин «пьяная дорога» из-за того, что все перечисленные дороги узкие и переходят друг в друга заметными поворотами. Ранее этот термин распространялся и на Ручьёвскую дорогу, так как она являлась продолжением магистрали и тоже петляла.